# Grimstad
Grimstad város és község (norvégul: kommune) Norvégia déli Sørlandet földrajzi régiójában, Aust-Agder megyében, a Skagerrak tengerszoros partján. Grimstad egy szigetek közt elhelyezkedő kis kikötőváros, amely a község közigazgatási központja.

## Földrajz
Grimstad község területe 303 km², népessége 19 809 fő (2008. január 1-jén).
Szomszédai keleten Arendal, északon Froland és Birkenes, nyugaton Lillesand.

## Történelem
A város helyén eredetileg a Grøm nevű birtok kikötője (óészakiul stoð) volt. A Grøm szó eredeti jelentése nem ismert, de a „növekvő” jelentésű *Gró, *Gróa folyónévből származhat.
A régi Fjære egyházközség területén fekszik. Grimstadot, mint kikötővárost először az 1500-as években említik a források.
A község 1838-ban jött létre (lásd formannskapsdistrikt). 1971-ben beleolvasztották Fjære és Landvik községeket.
A város címere 1899-ben született, egy 1847-ből származó pecsét alapján, brigget ábrázol.

## Személyek
- itt élt 1844 és 1850 között Henrik Ibsen drámaíró, ebből néhány évig a Reimann nevű helyi gyógyszerész segédjeként. Emlékét múzeum őrzi. Ibsen Terje Vigen című elbeszélő költeménye (1862) Grimstadban játszódik.
- Knut Hamsun író